# صلاح الطبيقي
صلاح محمد عبده الطبيقي خبير أدلة جنائية وطبيب شرعي سعودي، متهم في قضية اغتيال الصحفي السعودي جمال خاشقجي الذي قتل في القنصليّة السعودية في إسطنبول في تركيا، في الثاني من أكتوبر 2018.
ولد الطبيقي عام 1971 في مدينة جازان جنوب السعودية، وأتمّ دراسته في علم الأدلة الجنائية حيثُ حصل على البكالوريوس من جامعة الملك فيصل، ودرس الطب الجنائي، بجامعة غلاسكو في اسكتلندا، حيث حصل على شهادتي الماجستير والدكتوراه، كما عمل لفترة 3 أشهر في أستراليا سنة 2015 طبيبًا شرعيًّا في المعهد الفيكتوري للطب الشرعي.